# Praealticus poptae
Praealticus poptae är en fiskart som först beskrevs av Fowler 1925.  Praealticus poptae ingår i släktet Praealticus och familjen Blenniidae. Inga underarter finns listade i Catalogue of Life.